# فيليب سبرينت
فيليب سبرينت (بالألمانية: Philip Sprint)‏ (27 يونيو 1993 ببرلين في ألمانيا - ) هو لاعب كرة قدم ألماني في مركز حراسة المرمى. لعب مع ألمانيا آخن ونادي هرتا برلين وHertha BSC II ‏.

## روابط خارجية
- فيليب سبرينت على موقع قاعدة بيانات كرة القدم.إي يو (الإنجليزية)
- فيليب سبرينت على موقع بيانات كرة القدم. دي إي (الألمانية)
- فيليب سبرينت على موقع Soccerway.com (الإنجليزية)
- فيليب سبرينت على موقع عالم كرة القدم.نت (الإنجليزية)